# Domingo Elías
Domingo Elías (Ica, 19 de dezembro de 1805 — Lima, 3 de dezembro de 1867) foi um político e Presidente do Peru de 17 de junho de 1844 a 10 de agosto de 1844.
Tomou a presidência do Peru durante uma época de guerra civil, que dividiu o país entre os seguidores de Ramón Castilla e os de Domingo Elías Carbajo.
Depois de completar o ensino básico, viajou para Madrid e Paris para continuar os estudos. Regressou em 1825 e viveu da agricultura na Região de Ica, onde iniciou o cultivo em larga escala de algodão e vinha. Esta época coincidiu com a chegada dos coolies chineses para substituir os escravos africanos em 1849.
Com a derrota da Confederação Peru-Bolívia na década de 1840, a anarquia generalizou-se no Peru. Em 1843, durante o governo de Manuel Ignacio de Vivanco, Elías foi nomeado prefeito de Lima. Quando Vivanco foi para o sul do Peru para confrontar o movimento constitucionalista de Ramon Castilla, foi atribuído a Elías o governo das províncias do norte. O conflito interno peruano não estava ainda decidido entre as fações militares do país: Vivanco e Echenique contra Castilla e San Román.
Faleceu em Lima em 1867.